# Batubulan
Batubulan is een plaats ten noordoosten van Denpasar op het eiland Bali. De plaatselijke tempel is Pura Puseh. In Batubulan zijn werkplaatsen waar stenen beelden worden gemaakt van vulkanische as, de zogenaamde 'Paras'. Dit is een grijze steensoort die op Bali veel wordt gebruikt voor het maken van beeldhouwwerken voor tempels.
In Batubulan is ook het vogelpark Bali en het ernaast gelegen reptielenpark.